# Percy Mansell
Percy Neville Frank Mansell MBE (* 16. März 1920 in Telford, Vereinigtes Königreich; † 9. Mai 1995 in Somerset West, Südafrika) war ein in Rhodesien ausgewachsener Cricketspieler, der zwischen 1951 und 1955 für die südafrikanische Nationalmannschaft spielte.

## Kindheit und Ausbildung
Geboren in England, wanderte seine Familie nach Rhodesien aus, als er nur ein paar Monate alt war. In seiner Jugend spielte er erfolgreich Tennis.

## Aktive Karriere
Mansell gab sein First-Class-Debüt mit 16 Jahren in der Saison 1936/37 und spielte in der Folge für Rhodesien. Bei einem Tour-Match gegen England als diese eine Tour in Südafrika in der Saison 1938/39 absolvierten gelang ihm ein Fifty über 62 Runs. Der Zweite Weltkrieg unterbrach seine Karriere, doch konnte er im Currie Cup nach dessen Ende wieder herausragen. Sein Test-Debüt absolvierte er bei der Tour in England im Juli 1951, wobei ihm ein Fifty über 90 Runs gelang. Bei der Tour in Australien in der Saison 1952/53 gelangen ihm im zweiten Test 3 Wickets für 58 Runs als Bowler. Im fünften Test der Serie folgte ein weiteres Fifty über 52 Runs. In der Saison 1955 besuchte er England erneut, konnte jedoch nicht herausragen. In der Folge wurde er nicht mehr für die Nationalmannschaft nominiert, auch wenn er für Rhodesien wichtige Beiträge leisten konnte. Sein letztes First-Class-Spiel absolvierte er in der Saison 1961/62.

## Nach der aktiven Karriere
Er erhielt seinen MBE im Jahr 1962 für seine Verdienste ums Cricket. Im Jahr 1985 zog er nach Südafrika, wo er viel Golf spielte. Als in 1994 ein Ball seinen Arm traf, verschlechterte sich seine Gesundheit deutlich. Er verstarb im Mai 1995 im Alter von 75 Jahren.